# B3GNT6
B3GNT6 (англ. UDP-GlcNAc:betaGal beta-1,3-N-acetylglucosaminyltransferase 6) – білок, який кодується однойменним геном, розташованим у людей на 11-й хромосомі. Довжина поліпептидного ланцюга білка становить 384 амінокислот, а молекулярна маса — 42 748.
| 10         |  | 20         |  | 30         |  | 40         |  | 50         |
| ---------- |  | ---------- |  | ---------- |  | ---------- |  | ---------- |
| MAFPCRRSLT |  | AKTLACLLVG |  | VSFLALQQWF |  | LQAPRSPREE |  | RSPQEETPEG |
| PTDAPAADEP |  | PSELVPGPPC |  | VANASANATA |  | DFEQLPARIQ |  | DFLRYRHCRH |
| FPLLWDAPAK |  | CAGGRGVFLL |  | LAVKSAPEHY |  | ERRELIRRTW |  | GQERSYGGRP |
| VRRLFLLGTP |  | GPEDEARAER |  | LAELVALEAR |  | EHGDVLQWAF |  | ADTFLNLTLK |
| HLHLLDWLAA |  | RCPHARFLLS |  | GDDDVFVHTA |  | NVVRFLQAQP |  | PGRHLFSGQL |
| MEGSVPIRDS |  | WSKYFVPPQL |  | FPGSAYPVYC |  | SGGGFLLSGP |  | TARALRAAAR |
| HTPLFPIDDA |  | YMGMCLERAG |  | LAPSGHEGIR |  | PFGVQLPGAQ |  | QSSFDPCMYR |
| ELLLVHRFAP |  | YEMLLMWKAL |  | HSPALSCDRG |  | HRVS       |  |            |

A: Аланін

C: Цистеїн

D: Аспарагінова кислота

E: Глутамінова кислота

F: Фенілаланін

G: Гліцин

H: Гістидин

I: Ізолейцин

K: Лізин

L: Лейцин

M: Метіонін

N: Аспарагін

P: Пролін

Q: Глутамін

R: Аргінін

S: Серин

T: Треонін

V: Валін

W: Триптофан

Кодований геном білок за функціями належить до трансфераз, глікозилтрансфераз. 
Задіяний у такому біологічному процесі, як альтернативний сплайсинг. 
Локалізований у мембрані, апараті гольджі.